# Галлатин
Галлатин (англ. Gallatin River) — река в штатах Вайоминг и Монтана, США. Является одним из трёх верховий Миссури наряду с реками Джефферсон и Мадисон, с которыми она соединяется вблизи городка Три-Форкс (округ Галлатин, Монтана). Берёт начало на северо-западе национального парка Йеллоустон, в районе хребта Галлатин Скалистых гор. Длина реки составляет около 193 км.
Река была названа путешественником Мериуэзером Льюисом в 1805 году в честь Альберта Галлатина, министра финансов США в 1801—1814 годах. Спускаясь в долину, Галлатин протекает через живописные альпийские луга. Река известна среди любителей рафтинга и рыбалки.